# Moshe Livsic
Moshe Livsic, englische Transkription des russischen Namens Mikhail Samuilovich (oder Samoilovich) Livsic, (* 4. Juli 1917 in Pokotilova bei Uman; † 30. März 2007 in Beʾer Scheva) war ein israelisch-ukrainischer Mathematiker, der sich mit Funktionalanalysis befasste.

## Leben
Livsic zog mit seiner Familie mit vier Jahren nach Odessa. Sein Vater war dort Mathematik-Professor (und vorher Kantor der jüdischen Gemeinde), und er war mit den damals führenden Mathematikern in Odessa gut bekannt (Nikolai Grigorjewitsch Tschebotarjow, Weniamin Fjodorowitsch Kagan, Mark Krein, S. O. Shatunovsky, Ivan Yu. Timchenko). Livsic war auf der Schule eng mit dem Mathematiker Israel Glazman (1916–1968) befreundet. Beide interessierten sich stark für Philosophie und wollten deshalb Naturwissenschaft und Mathematik als Basis studieren. Nach dem Schulabschluss besuchte er zunächst eine Schule für Radiotechniker und ab 1933 die Universität Odessa, an der Mark Krein, Mark Neumark und Boris Jakowlewitsch Lewin seine Lehrer waren. Krein war dort Haupt einer sehr aktiven Schule der Funktionalanalysis, und Lewin war Vertreter der Funktionentheorie. Studienkollegen waren die Mathematiker A. P. Artyomenko, David Milman, Witold Lwowitsch Schmulian, M. A. Rutman und V. A. Potapov.
Livsic promovierte bei Krein. Ursprünglich befasste er sich mit dem Momentenproblem, damals das Hauptforschungsgebiet von Krein, und mit quasianalytischen Funktionen. Bald darauf verlegte er sich auf die Theorie der Operatoren, angeregt durch Beschäftigung mit den Arbeiten von Marshall Stone, John von Neumann, Abraham Plessner und Naum Iljitsch Achijeser. Während der Evakuierung der Universität im Zweiten Weltkrieg (er war wegen schlechtem Sehvermögen nicht eingezogen) promovierte er in Maikop bei Krein über die Anwendung hermitescher Operatoren auf das Momentenproblem. 1945 habilitierte er sich am Steklow-Institut in Moskau vor Israel Gelfand, Stefan Banach, Plessner und Neumark. Danach konnte er nicht direkt an die Universität Odessa zurückkehren, wo inzwischen Krein´s Schule zerschlagen worden war (man warf ihm die Förderung zu vieler jüdischer Mathematiker vor). Stattdessen lehrte er bis 1957 am Seewetter-Institut in Odessa, war dann am Bergbau-Institut in Charkiw und wurde ab 1962 auf Einladung von Achijʿeser Professor an der Universität Charkiw. Mitte der 1970er Jahre unternahm er Schritte um nach Israel auszureisen, was ihm 1978 gelang. Er wurde Professor an der Ben-Gurion-Universität im Negev.

## Schriften
- mit Leonid Waksman: Commuting nonselfadjoint operators in Hilbert space : two independent studies, Springer Verlag 1987.
- Operators, oscillations, waves, American Mathematical Society 1973.